# Pepi I.
Pepi I. byl třetím faraonem 6. dynastie.
I za jeho vlády dále sílila moc úředníků (především v jižních částech země) a kněžstva a centrální moc se tak oslabovala.
.
Pepi I. se proto opřel o velmože Chuje z Abydu (nomarcha?) a oženil se se dvěma jeho dcerami,
Anchesenpepi I. (Anchesmerire I.) a Anchesenpepi II. (Anchesmerire II) (Matkou těchto sester byla Nebet s jedinečným titulem „jižní vezír“.) Jejich bratr Džau měl hodnost vezíra.
Za své vlády musel čelit spiknutí (další důkaz slábnoucí centrální autority) v královském harému, kde proti němu intrikovala jeho manželka (nám známá pouze svým titulem jako Veret-Iamtes „Velká žezla“ pravděpodobně totožná s Anchesenmerire II.). Kauzu vyšetřoval soudce Veni, který později také velel vojenské výpravě do Palestiny..
Aby Pepi I. zabránil sporům o nástupnictví, jmenoval jako svého spoluvládce staršího syna Merenrea I.
K jmenování došlo patrně krátce po tzv. Raverově spiknutí.
(první případ koregence v egyptských dějinách). Na ochranném dekretu Pepiho I. se nám dochovala jediná zmínka o zavlažovací funkci kanálu v období Staré říše. Měděné sochy tohoto panovníka byly objeveny v Hierakonpoli.

## Významní hodnostáři Pepiho I.
- Chuj z Abydu[21] – nomarcha (?)
- Džau – vezír bratr manželek Anchesenpepi I. a Anchesmerire I.
- Raver – vezír[5]
- Kar[28][29]
- Nechebu (Meri-ptah-anch-merire) – významný stavitel[5]
- Veni[5]
- Nebet – vezír (první známá žena na této pozici)

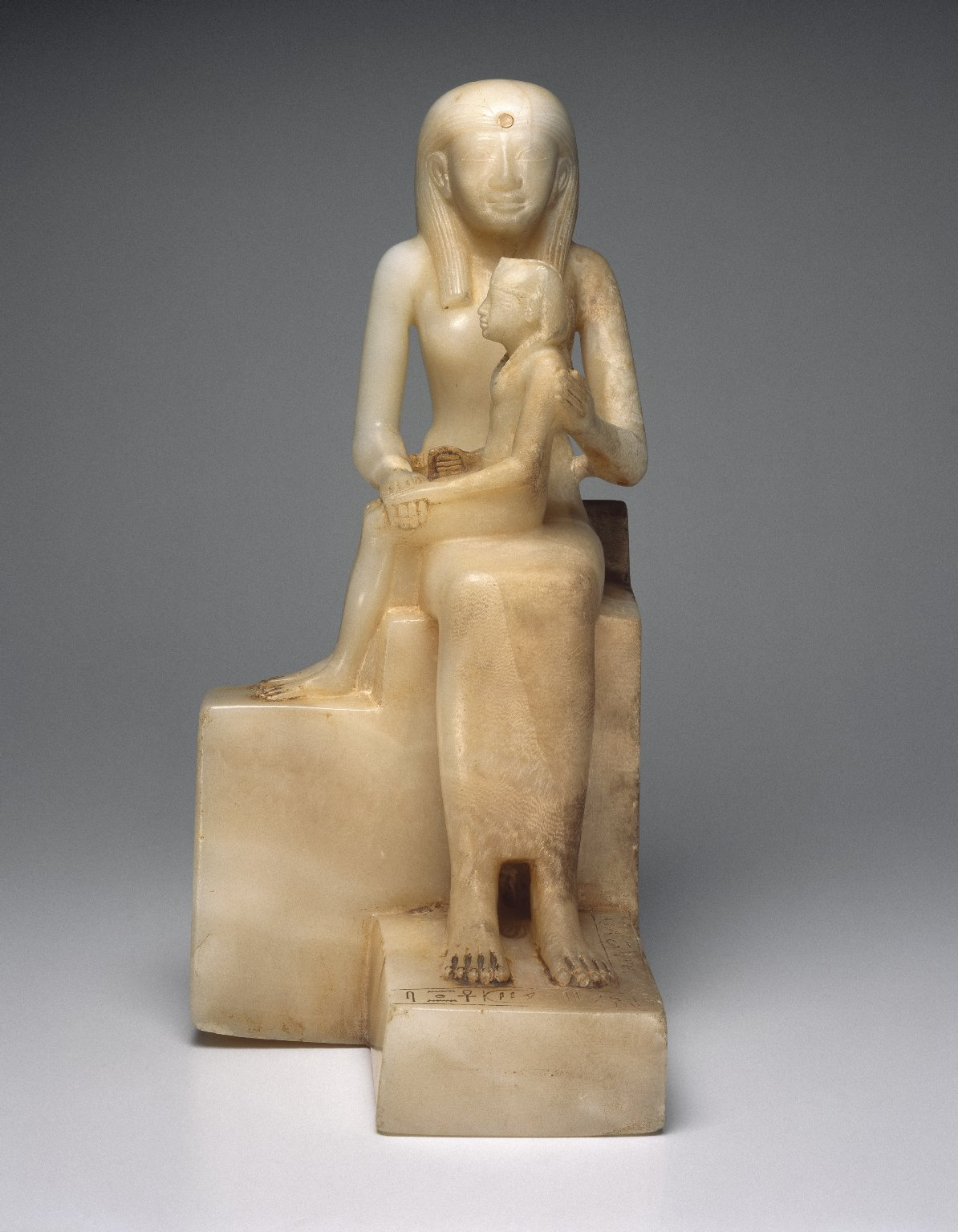
Matka Anchesenmerire II. se synem Pepi II.

## Sochy faraona
Dochovalo se pouze pár nevysokých alabastrových soch a jedna kovová. Nejznámější alabastrová socha, vysoká 25 cm, je uložena v Brooklynském muzeu v New Yorku. Nejslavnější (měděná) socha v nadživotní velikosti (spolu s ním je zde zachycen i jeho syn), pochází ze staroegyptského Nechenu (řecky Hierakonpolis), z dnešního Kóm el-Ahmaru]u, dnes je uložena v Egyptském muzeu v Káhiře. Tato socha je nejstarší kovová socha, u které známe jméno zobrazené osoby, na světě. Dále se nám dochovaly měděné sochy Pepiho I. a jeho syna v životní velikosti.

## Hrobka
Jeho pyramidový komplex Menneferpepi (Mennefer-Pepi (mn-nfr-ppj) = Trvalá je krása Pepiho) dal nové jméno královskému sídlu (původně Bílé zdi) Mennefer (Mennofer), řecky známý jako Memfis. Samotná pyramida nesla jméno Pepi je řádný (zákonný) a vznešený vládce, případně Pepi je pevný a dobrý. a měla základnu 80×80m. Na její stavbu byl použit mj. těžko opracovatelný křemenec, což bylo vůbec poprvé, kdy byl tento druh kamene použit v hojnějším počtu. Když roku 1880 zkoumal její pohřební komory egyptolog Gaston Maspero, objevil tu Texty pyramid, do té doby neznámé. Panovníkův komplex obklopilo 6 menších, které patřily jeho oblíbeným manželkám.